# 子和清水 (松戸市)
子和清水（こわしみず）は、養老伝説の一種とされ、各地に存在する。子者清水、古和清水ともいう。

## 概要
金ケ作（現千葉県松戸市常盤平）にある湧水池で子和清水伝説の地とされる。鮮魚街道沿いにあり、輸送に関わる人や馬の給水に使われた。現在は周辺開発により枯れてしまったが、松戸市により子和清水1号緑地の一部として井戸水を汲み上げて保全されている。

## あらすじ
むかし、金ケ作に酒好きな老人が住んでいた。貧しい暮らしにもかかわらず外から帰るといつも酔っているのを不審に思った息子が後をつけてみると泉の水を旨い酒だといって呑んでいた。息子が飲んでみるとただの清水であった。これを聞いて人々が「親は旨酒、子は清水」というようになった。

## 施設
子和清水像
一茶句碑
母馬が番して呑す清水かな

## 所在地
千葉県松戸市常盤平7-31地先

## 交通
- 京成松戸線常盤平駅から徒歩15分